# Xã Elden, Quận Dickey, Bắc Dakota
Xã Elden (tiếng Anh: Elden Township) là một xã thuộc quận Dickey, tiểu bang Bắc Dakota, Hoa Kỳ. Năm 2010, dân số của xã này là 73 người.